# مرض العين المتحجمة

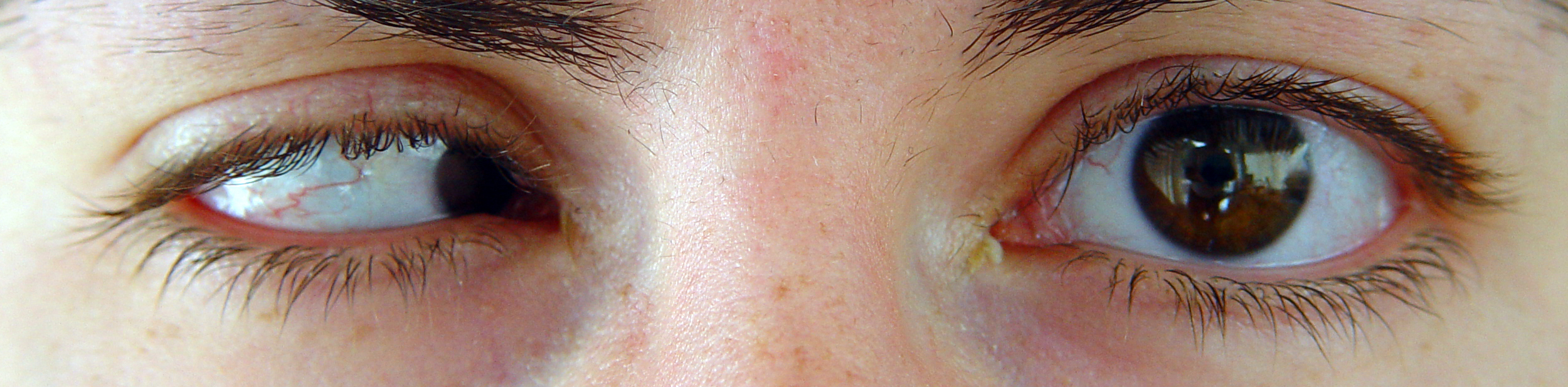
مرض العين الصغيرة في العين اليمنى (مع احتمال مرض العين اليسرى). العين منحدرة في اتجاه الأنف، لأنها في أغلب الظن عمياء

مرض العين المتحجمة أو الصغيرة (باللاتينية: Microphthalmia) هو مرض يصيب الشخص منذ ولادته، وقد يكون اضمحلال جزئي لأحد أو كلتا العينين. في أسوأ أنواعه يدعى الاضمحلال الشبه كلي لعين (باللاتينية: Nanophthalmia)، وفي الغالب بالإضافة إلى صغر حجم العين يمكن أن ينشئ تشوه في بناء العين، متل الثلامة.

## انتشار المرض
يصاب حوالي شخص إلى 9 اشخاص من كل 100.000 شخص بالمرض، المرض منتشر في حوالي 11% من الأطفال العميان. المرض يمكن أن يصيب الشخص دون أمراض مصاحبة، وفي 30% من المرضى يكون مصاحب لمتلازمة من الأمراض.

## الأسباب
المرض يتكون بسبب مورفولوجي لتطور العيون. ويصاحبه في الغالب ثلمة (بناء انقسامي للقزحية وتركيبات أخرى). إلى يكون كذلك بسبب خلل في التطور الجنيني في نفس مرحلة التطور الجنيني.
هنلك ترابط للمرض مع ملازمة الجنين الكحولي، ونقص في فيتامين أ للام الحامل، والتعرض للاشعة الضارة والأمراض المعدية أثناء الحمل مثل متلازمة الحصبة الألمانية الخلقية ومرض الهربس.
عقار الثالوديميد يمكن ان يحفز نشأة المرض
في الغالب يتكون المرض بسبب جيني (ه علاقة مع ثلاثي كرومسوم 13، أو مع متلازمة بيتروس بلاس) ويمكن أن يتكون المرض مع تشوهات خلقية ناتجة عن توقف التطور الجنيني للاعضاء على سبيل المثال متلازمة ديلمان أو متلازمة وولف هيرشهورن.

## في إطار المتلازمات
المرض قد يتصاحب مع العديد من الأمرض وينطوي تحت ملازمة العين الصغيرة.

## التشخيص
ممكن ان يتم الفحص في مرحلة مبكرة عن طريق الأشعة الصوتية الدقيقة، ويمكن في ما بعد تحديد المرض باستخدام الفحص الكشافي وتكنولوجيا الأحياء الجزيئية.

## التشخيص التفريقي
يجب التفريق بينه ومرض العين المخفية (باللاتينية: Cryptophthalmus)، ومرض التصقلب، ومرض العين الكيسية المولودة (باللاتينية: Congenital cystic eyeball).

## العلاج
يتركز العلاج على محاولة تقوية النظر الموجود أنفاً وتحسين الصورة المكوسة. ومن الممكن استخدام الواقيات من مغيرات الشكل، أو حتى إعادة تشكيل التجويف العيني مع تغير في الحجم (نقل أعضاء، أو نقل للطبقة الدهنية للجلد) وكذلك بالإمكان إعادة تشكيل الأجزاء الرخوة. 